# Ozza Mons
Ozza Mons es un volcán inactivo en el planeta Venus cerca del ecuador.
En 2015 se descubrieron cuatro puntos calientes de superficie variables temporalmente en la zona de grietas de Ganiki Chasma cerca de los volcanes Ozza Mons y Maat Mons, lo que sugiere la actividad volcánica actual. Sin embargo, interpretar correctamente este tipo de observaciones desde arriba de la capa de nubes es un desafío.